# Giulio Cacciandra
Giulio Cacciandra (n. 15 iulie 1884, Alessandria, Piemont, Italia – d. 28 ianuarie 1971, Alessandria, Piemont, Italia) a fost un sportiv ce a reprezentat Italia, medaliat olimpic. A participat la o ediție a Jocurilor Olimpice (1920) în care a câștigat o medalie de argint și o medalie de bronz.